# Kabla (Touloum)
Kabla est une localité de l'Extrême-Nord du Cameroun, située à proximité de la frontière avec le Tchad. Elle dépend de la commune de Touloum et du département de Mayo-Kani. 

## Géographie

### Localisation
Kabla est relié à Touloum et Kalfou par la route.

## Population
En 1969, le village comptait 847 personnes, principalement des Toupouri. À cette date il était doté d'une école à cycle incomplet et d'un marché hebdomadaire le dimanche.
Lors du recensement de 2005 la population s'élevait à 2 500 personnes dont 1 141 hommes et 1 359 femmes.

### Santé
Durant la décennie 1987/1997 Kabla disposait de l’hôpital de district de Kalfou à proximité.

### Aide humanitaire
Présenté en décembre 2017 les Nations unies, avec ses organisations telles que l'UNICEF, le Fonds des Nations unies pour la population et l'OMS ont établi une aide humanitaire à Kabla tel qu'un appui à l'approvisionnement.